# Aderaeon bedardi
Aderaeon bedardi là một loài tò vò trong họ Ichneumonidae.